# NGC 6914
NGC 6914 (również LBN 274) – mgławica refleksyjna znajdująca się w gwiazdozbiorze Łabędzia. Odkrył ją Édouard Stephan 29 sierpnia 1881 roku. Jest najbardziej wysuniętą na północ z trzech podobnych mgławic w tym rejonie, być może są one częściami tego samego obłoku gazu i pyłu. Pozycja podana w bazie SIMBAD jest błędna. Niektóre źródła (np. serwis APOD) cały ten kompleks mgławic nazywają NGC 6914.